# Katsuobushi
Katsuobushi (鰹節) (en chinois : 柴魚 ; pinyin : chái yú ; litt. « poisson charbon »), est le nom japonais d'une préparation de bonite à ventre rayé séchée, fermentée et fumée.

## Description et utilisation

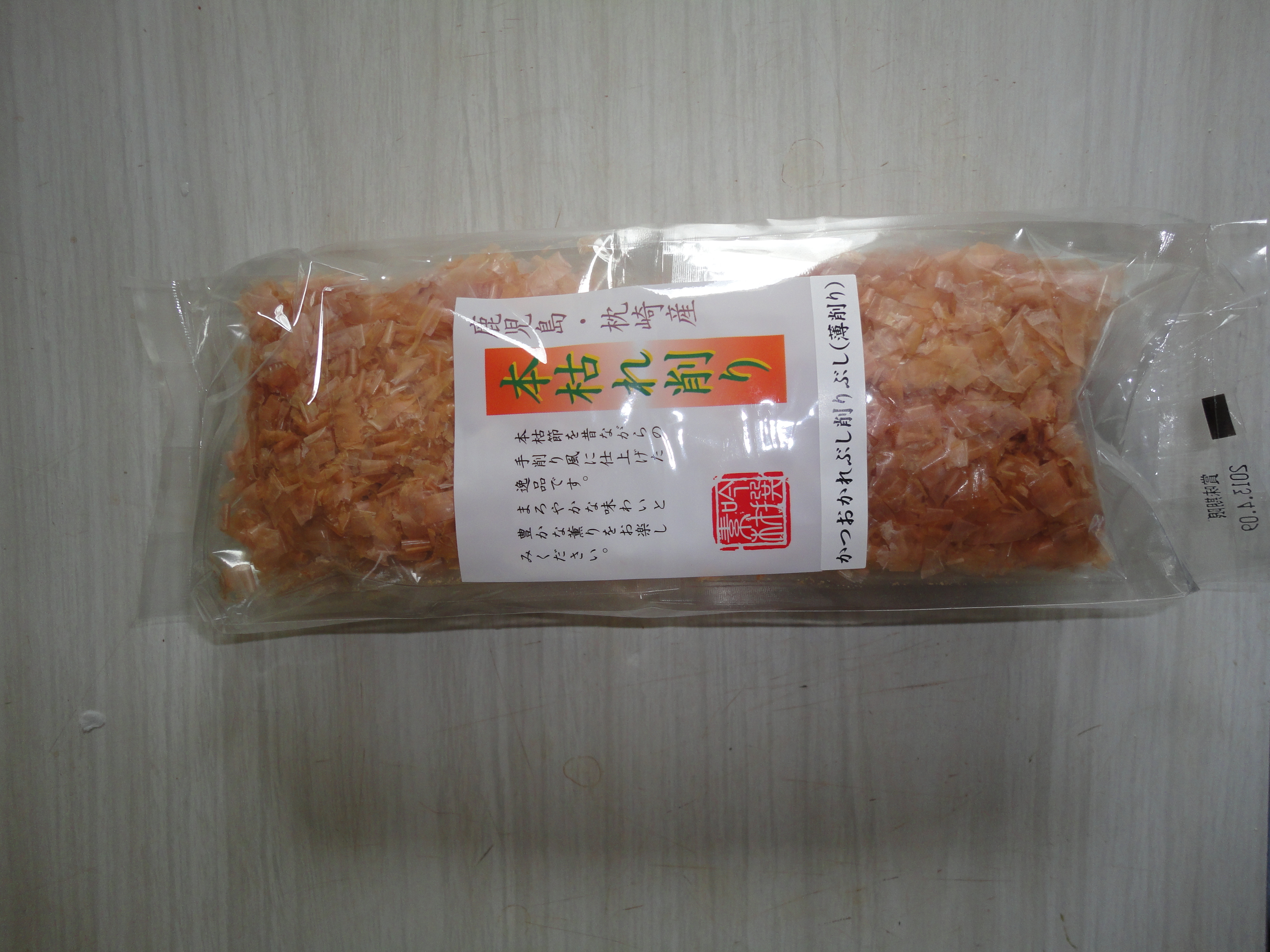
Un paquet de hanakatsuo.

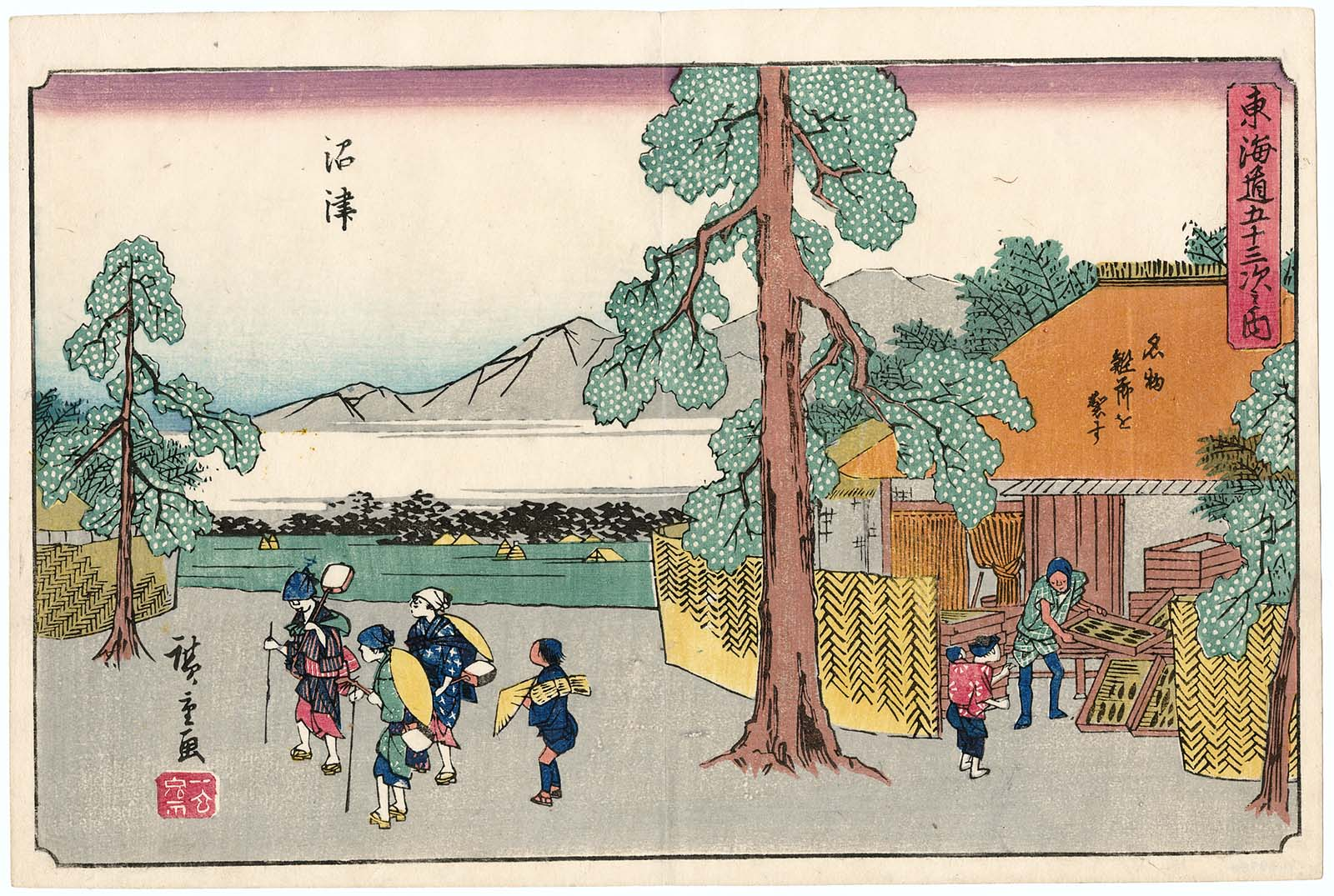
Boutique de katsuobushi par Hiroshige.

Le katsuobushi et le konbu (une algue de type laminaria japonica) sont les principaux ingrédients du dashi, un bouillon qui, dans la cuisine japonaise, est la base de beaucoup de soupes (telles que la soupe miso) et de sauces (par exemple, soba no tsukejiru).
De nos jours, on les trouve principalement dans des sachets sous forme de petits copeaux rose brun, appelés hanakatsuo (花鰹). Il est aussi possible d'acheter du katsuobushi en tronçons, appelés kezurikatsuo (削り鰹), dont on peut prélever des copeaux grâce à une sorte de rabot à bois placé à l'envers, appelé katsuobushi kezuriki.
La saveur umami du katsuobushi vient de sa haute teneur en acide inosinique. Le katsuobushi préparé traditionnellement, appelé karebushi, est fait avec des champignons microscopiques (Eurotium herbariorum) afin de réduire son humidité.
Quand le hanakatsuo est ajouté comme garniture à un plat chaud, la chaleur a pour effet de faire danser les lamelles ; c'est pourquoi, la garniture de katsuobushi est aussi appelée « poisson dansant ».

## Autres usages
Mis à part le dashi, les autres usages populaires du katsuobushi sont : 
- comme farce pour les boulettes de riz (onigiri) ;
- en tant qu'assaisonnement pour le tofu froid (冷奴, hiyayakko?) avec du gingembre râpé et de la ciboule ;
- comme garniture pour le riz (appelé furikake) ;
- saupoudré avec des graines de sésame et du nori coupé sur des soba froides (zarusoba) ;
- comme garniture déposée sur le takoyaki ou l'okonomiyaki, les fines tranches bougent alors sous l'effet de la chaleur de ces plats ;
- en tant qu'assaisonnement pour les œufs centenaires avec de l'huile de sésame et de la sauce soja ;
- comme régime hyperprotéique pour chats, vendu en animalerie.

## Confusion courante
L'espèce de poisson utilisée est le bonite à ventre rayé, Katsuwonus pelamis, qu'il ne faut pas confondre avec d'autres espèces couramment nommées bonite.
Pour ajouter à la confusion, le terme anglais bonito, équivalent de « bonite » en français, ne désigne pas exactement les mêmes espèces dans cette langue et le bonite à ventre rayé n'en fait pas partie. Ce terme ne peut donc être utilisé en traduction de « bonite » et il convient alors de le remplacer par le nom vernaculaire anglophone skipjack tuna.

## Santé et exportation
Le procédé traditionnel de séchage du poisson génère une fumée contenant du benzopyrène, composé potentiellement toxique, rendant impossible l'importation dans l'Union européenne. Ce problème a été résolu par certains producteurs en retirant la couche de peau où se fixe le benzopyrène, ou en changeant la méthode de fumage.

## Anecdotes
- Le titre de l'album Shaved Fish de John Lennon fut inspiré du katsuobushi.
- Le chef japonais du programme télévisé Iron Chef, Rokusaburo Michiba, est connu sur celui-ci pour son « bouillon de force », créé à base de katsuobushi.
- Katsuobushi peut être écrit 勝男武士 en kanjis, ce qui signifie littéralement « samouraï », « homme vainqueur ». En conséquence, ce fut un mets très populaire chez les samouraïs.